# بيلي كيني (لاعب كرة قدم)
بيلي كيني (بالإنجليزية: Billy Kenny)‏ (23 أكتوبر 1951 بليفربول في المملكة المتحدة - ) هو لاعب كرة قدم بريطاني في مركز الوسط. لعب مع نادي إيفرتون ونادي ترانمير روفرز لكرة القدم وأشتون يونايتد وكليفلاند كوبراز ‏.

## وصلات خارجية
- بيلي كيني على موقع قاعدة بيانات كرة القدم.إي يو (الإنجليزية)